# Zaušnjaci
Zaušnjaci (lat. parotitis, mumps), virusna bolest.

## Opis bolesti
Virus ponajprije zahvaća žlijezde slinovnice, izazivajući njihovo povećanje, a uglavnom zahvaća zaušne žlijezde. Virus može zahvatiti i ostale organe, kao što su središnji živčani sustav, testisi, gušterača, te može dovesti do gluhoće, meningitisa, neplodnosti, pa čak i do smrti.